# Pterostylis silvicultrix
Pterostylis silvicultrix är en orkidéart som först beskrevs av Ferdinand von Mueller, och fick sitt nu gällande namn av David Lloyd Jones och Mark Alwin Clements. Pterostylis silvicultrix ingår i släktet Pterostylis och familjen orkidéer.
Artens utbredningsområde är Chathamöarna. Inga underarter finns listade i Catalogue of Life.